# Agareb
Agareb (àrab: عقارب, ʿAgārib) és una ciutat de Tunísia, de la governació de Sfax, capital de la delegació o mutamadiyya homònima. Està situada 23 km a l'oest de la capital de la governació. La ciutat té poc més de deu mil habitants, però la delegació tenia 34.190 habitants el 2004. Fou fundada entorn de la zàwiya de sidi Agareb.

## Economia
És seu d'una zona industrial, però l'activitat principal és agrícola, amb importants plantacions d'oliveres. Cada juliol celebra un festival dedicat als cavalls.

## Administració
És el centre de la delegació o mutamadiyya homònima, amb codi geogràfic 34 57 (ISO 3166-2:TN-12), dividida en vuit sectors o imades:
- Agareb (34 57 51)
- Gargour (34 57 52)
- Bouledhieb (34 57 53)
- El Mahrouka (34 57 54)
- Ettorba (34 57 55)
- Ben Sahloun (34 57 56)
- Zeliana (34 57 57)
- Es-Soghar (34 57 58)

Al mateix temps, forma una municipalitat o baladiyya (codi geogràfic 34 18).